# José Manuel Saravia
José Manuel Saravia fue un militar, caudillo y político argentino, que ejerció por tres veces el cargo de Gobernador de la Provincia de Salta entre 1846 y 1853.

## Biografía
Hijo de Mateo Saravia y su prima María Jáuregui, era el hermano menor de Manuel Antonio Saravia, oficial destacado del Ejército del Norte y de la Guerra Gaucha.
Participó en las guerras civiles argentinas en el bando federal y en la guerra contra Bolivia, alcanzando el grado de coronel.
Durante la guerra contra la Coalición del Norte luchó a órdenes del caudillo santiagueño Felipe Ibarra, cuñado suyo, y con su acción inmovilizó las fuerzas unitarias durante mucho tiempo. Participó en el avance sobre la ciudad de Salta después de la victoria federal en la Batalla de Famaillá; repuso en el mando al gobernador Miguel Otero, imponiéndose él mismo como comandante de armas y a su hermano Manuel Antonio como ministro.
Durante los dos períodos de gobierno de su hermano —hasta 1844 como delegado de Otero, y desde entonces como gobernador titular— fue el jefe militar de la provincia.
El 13 de octubre de 1846 terminó el mandato de su hermano y la Legislatura eligió para sucederlo a José Manuel Saravia, por el término de dos años. Fue su ministro de gobierno Tomás Arias.
Ejerció el cargo hasta el término de su mandato, asumiendo en su lugar el coronel Vicente Tamayo; al despedirse de la Legislatura, ésta lo premió con el ascenso al grado de brigadier general.
Fue elegido por la Legislatura para suceder a Tamayo, asumiendo el mando el 1 de noviembre de 1850 y llevando nuevamente como ministro a Celedonio de la Cuesta; poco después, la Legislatura le confirió Facultades Extraordinarias de gobierno, una figura similar al actual estado de sitio.
El 13 de septiembre de 1851 estalló la crisis latente en la Provincia de Jujuy, donde los unitarios habían desplazado del poder al grupo federal dirigido por Mariano Iturbe por medio de manejos en la Legislatura. Iturbe se rebeló contra el gobernador José López Villar y avanzó desde la Quebrada de Humahuaca sobre la capital, mientras Saravia invadía la provincia desde el sur en apoyo del caudillo federal. López Villar intentó llegar a un acuerdo con Iturbe, nombrándolo comandante de armas de la provincia, lo que le habría dado un amplio control del interior de la misma. A continuación comunicó esa medida a Saravia, pero este consideró que no podía confiar en los unitarios después de las maniobras que habían llevado adelante contra los federales; de modo que ocupó la capital y obligó a López Villar a renunciar.
Los dirigentes unitarios huyeron de la ciudad. En el paraje de Los Molinos fue capturado el verdadero jefe del partido unitario, Mariano Santibáñez, autor de dos revoluciones y presidente de la Legislatura que había desplazado a los federales. Sometido a juicio sumario por las fuerzas de Saravia, este ordenó su fusilamiento, que fue cumplido en el San Pedrito. Tras la elección de Iturbe como gobernador, Saravia regresó con sus fuerzas a Salta.
En enero de 1852 delegó el mando en Juan Manuel Aguirre. Apenas llegada a Salta la noticia de la batalla de Caseros, el 3 de marzo de ese año, una revuelta dirigida por Tomás Arias depuso al gobernador delgado Aguirre. El mando militar de la revolución fue asumido por el coronel Aniceto Latorre, y Arias fue elegido gobernador por la Legislatura. En Jujuy, mientras tanto, Iturbe fue depuesto y fusilado en el mismo sitio donde había sido ejecutado Santibáñez.
Saravia emigró a la Provincia de Tucumán, donde recibió el apoyo del caudillo Celedonio Gutiérrez, a quien ayudó a recuperar la gobernación de la provincia; el caudillo tucumano lo nombró comandante general de Armas de Tucumán. Al mando de una división de salteños emigrados con apoyo tucumano, Saravia partió hacia su provincia y ocupó la capital en mayo de 1853, siendo reconocido como gobernador de la provincia por sus partidarios, mientras Arias abandonaba la provincia. Gran parte de las fuerzas que lo apoyaban eran tucumanas; de modo que, cuando Gutiérrez las llamó para repeler la invasión del santiagueño Antonino Taboada, Saravia quedó en inferioridad numérica respecto de sus enemigos —en particular de Latorre, muy popular en el campo.
En junio de ese año se vio obligado a salir hacia el sur de la provincia, y Arias ocupó nuevamente la capital; Saravia consiguió algunos refuerzos. El día 27 de agosto, día en que se vio obligado a combatir contra Latorre en la Batalla de Río del Rosario, sólo contaba con 235 hombres, por lo que fue derrotado.
Saravia se refugió en Tucumán; a fines de ese año, cuando Gutiérrez fue expulsado, se exilió en Catamarca. Desde allí intentó nuevamente regresar a su provincia en 1857, pero no reunió apoyos suficientes.
De allí en más se desconoce qué haya sido de Saravia; tenía familiares en la Provincia de Córdoba, por lo que se supone que se refugió allí y falleció en torno al año 1860.